# كولن ميرفي (لاعب كرة قدم)
كولن ميرفي (بالإنجليزية: Colin Murphy)‏ هو مدرب كرة قدم ولاعب كرة قدم بريطاني، ولد في 1944. لعب مع إبسفليت يونايتد.

## وصلات خارجية
- كولن ميرفي على موقع قاعدة بيانات كرة القدم.إي يو (الإنجليزية)
- كولن ميرفي على موقع Soccerbase.com (مدرب) (الإنجليزية)